# Erpold Lindenbrog

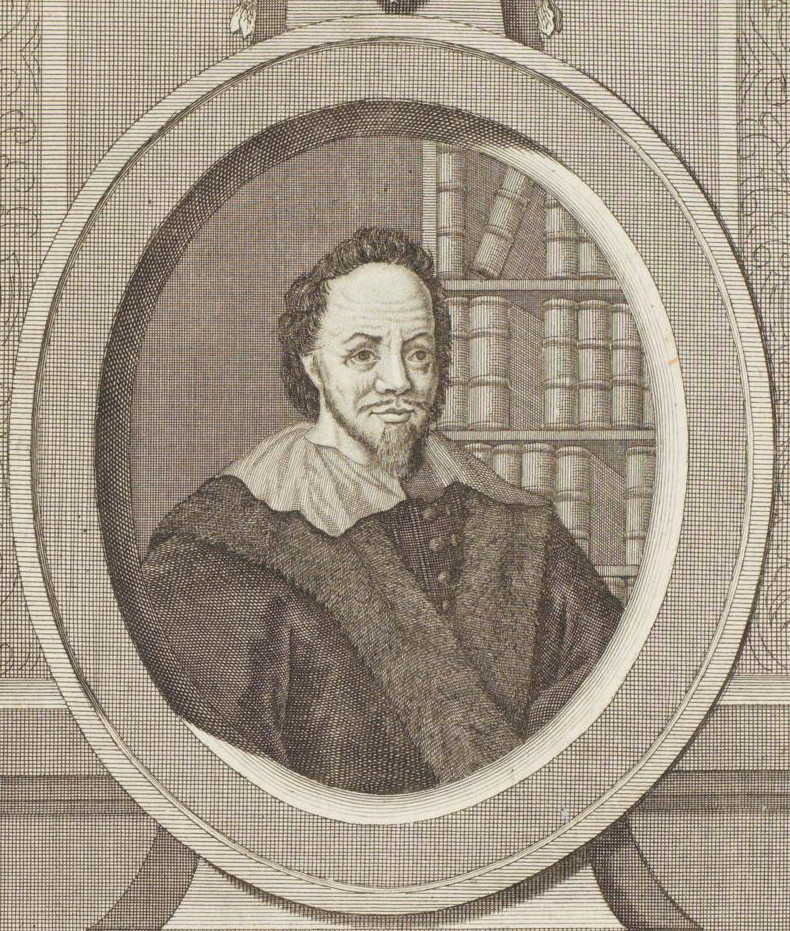
Erpold Lindenbrog, Holzschnitt in Ernst Joachim Westphals Monumenta inedita (1741)

Erpold Lindenbrog (* 1540 in Bremen; † 20. Juni 1616 in Hamburg) war ein Hamburger Notar und Historiker.

## Leben
Erpold Lindenbrog stammte aus einer landbesitzenden Familie der Landschaft Osterstade im Erzstift Bremen. Sein Vater war Amtmann in Rechtenfleth. Er wurde Notar in Hamburg und war Inhaber einer Kleinen Präbende am Hamburger Dom. Als Historiker beschäftigte er sich mit alten Handschriften und schwerpunktmäßig mit der Geschichte des Erzbistums Hamburg-Bremen. Dazu überließ ihm Heinrich Rantzau seine Handschrift des Adam von Bremen. Daneben benutzte er die Hamburger Dombibliothek, die 1784 versteigert wurde und von der ein Teil in die Hamburger Stadtbibliothek gelangte. Auch seine eigene umfangreiche Bibliothek sowie die Bibliotheken seiner Söhne Heinrich und Friedrich Lindenbrog gelangten in die Stadtbibliothek.
Erpold Lindenbrog wurde zunächst in der Maria-Magdalenen-Kirche beigesetzt und 1642 in die Familiengruft im Alten Hamburger Dom umgebettet. Bei dessen Abbruch wurden seine Gebeine wie die aus den anderen Gräbern zu ewigen Tagen auf den St. Michaelis-Friedhof am Dammtor umgebettet.

## Schriften
- Erpold Lindenbrog: Chronica von dem scheutzlichen Kriege welchen die Cimbri mit dem römischen Volcke gantzer acht Jahr geführet unnd volbracht [...] aus den alten bewerten Hystorienschreibern menniglich zunutz außgezogen: Item, ein ander Chronica von des löblichen, thewren Helden Harminii oder Hermanni der Cherusken Hertzogen lobwirdigen Geschichten unnd Thaten: inn zwey eigene abgesonderte Bücher verfasset unnd abgetheylet. [...] Und denn seind etliche chronickwirdige, namhafftige Historien und Geschichte der Chaucorum [...] am ende dazu gesetzt. Jakob Wolff, Hamburg 1589, urn:nbn:de:bvb:12-bsb11064944-9 (mdz-nbn-resolving.de [abgerufen am 10. Oktober 2024]).

- Erpold Lindenbrog: Newe vermehrte Chronica von dem großmechtigen ersten Deudschen Keyser Carolo magno [...] Heinrich Steinbach, Hamburg 1593, urn:nbn:de:bvb:12-bsb10619025-3 (mdz-nbn-resolving.de [abgerufen am 10. Oktober 2024]).

- Adam von Bremen: M. Adami historia ecclesiastica, continens religionis propagatae gesta, quae à temporibus Karoli magni, usque ad Henricum IIII acciderunt, in ecclesia non tam Hamburgensi quàm Bremensi, vicinisque locis septentrionalibus. Eiusdem auctoris libellus de situ Daniae, & reliquarum quae trans Daniam sunt regionum natura: deque gentium istarum istis temporibus, moribus religionibusque. Nunc primùm in lucem editus. Ex bibliotheca generosi ac illustris domini Henrici Ranzovii, producis Cimbrici. Hrsg.: Erpold Lindenbrog. Plantijn, Leiden 1595, urn:nbn:de:bvb:12-bsb10165167-2 (mdz-nbn-resolving.de [abgerufen am 9. Oktober 2024] Enthält Gesta Hammaburgensis ecclesiae pontificum. Nach einer Handschrift aus der Bibliothek von Heinrich Rantzau.).

- Erpold Lindenbrog (Hrsg.): Historia archiepiscoporum Bremensium, a tempore Karoli magni usque ad Karolum IIII. Id est, à Willehado omnium archiepiscoporum Bremensium primo, usque ad Gothafredum XXXII. ab incerto auctore deducta, & nunc primum in lucem edita. Ex bibliotheca generosi ac illustris domini Henrici Ranzovii producis Cimbrici. Plantijn, Leiden 1595, urn:nbn:de:bvb:12-bsb11225480-1 (mdz-nbn-resolving.de [abgerufen am 9. Oktober 2024] Geschichte der Erzbischöfe von Bremen. Nach einer Handschrift aus der Bibliothek von Heinrich Rantzau.).

- Erpold Lindenbrog (Hrsg.): Historia compendiosa ac succincta serenissimorum Daniae regum. ab incerto auctore conscripta; nunc vero usque ad Christianum IIII. deducta, primumque in lucem edita. Plantijn, Leiden 1595, urn:nbn:de:bvb:12-bsb10162128-2 (mdz-nbn-resolving.de [abgerufen am 10. Oktober 2024]).

- Erpold Lindenbrog (Hrsg.): Historica narratio de origine gentis Danorum, et de regibus eiusdem gentis et eorundem rebus gestis a Dan primo rege, usque ad Ericum Menuit CXVI. Hamburg 1603, urn:nbn:de:bvb:12-bsb10899200-2 (mdz-nbn-resolving.de [abgerufen am 5. Oktober 2024] Annales Ryenses. Irrtümlicherweise Erik von Pommern zugeschrieben.).

- Erpold Lindenbrog (Hrsg.): Scriptores rerum Germanicarum septentrionalium, vicinorumque populorum diversi. De Bry, Frankfurt am Main 1609, urn:nbn:de:bvb:12-bsb11055282-6 (mdz-nbn-resolving.de [abgerufen am 5. Oktober 2024] Sammlung von Lindenbrog herausgegebener Werke).